# White Springs
White Springs és una població dels Estats Units a l'estat de Florida. Segons el cens del 2000 tenia 819 habitants.

## Demografia
Segons el cens del 2000, White Springs tenia 819 habitants, 340 habitatges, i 227 famílies. La densitat de població era de 171,9 habitants/km².
Dels 340 habitatges en un 33,5% hi vivien nens de menys de 18 anys, en un 36,2% hi vivien parelles casades, en un 26,2% dones solteres, i en un 33,2% no eren unitats familiars. En el 29,7% dels habitatges hi vivien persones soles el 12,1% de les quals corresponia a persones de 65 anys o més que vivien soles. El nombre mitjà de persones vivint en cada habitatge era de 2,41 i el nombre mitjà de persones que vivien en cada família era de 2,93.
Per edats la població es repartia de la següent manera: un 30,3% tenia menys de 18 anys, un 10,4% entre 18 i 24, un 26,4% entre 25 i 44, un 20,8% de 45 a 60 i un 12,2% 65 anys o més.
L'edat mediana era de 32 anys. Per cada 100 dones de 18 o més anys hi havia 75,7 homes.
La renda mediana per habitatge era de 24.861 $ i la renda mediana per família de 32.115 $. Els homes tenien una renda mediana de 31.953 $ mentre que les dones 21.250 $. La renda per capita de la població era de 15.555 $. Entorn del 20% de les famílies i el 22,6% de la població estaven per davall del llindar de pobresa.

## Poblacions més properes
El següent diagrama mostra les poblacions més properes.